# Maxi Obexer

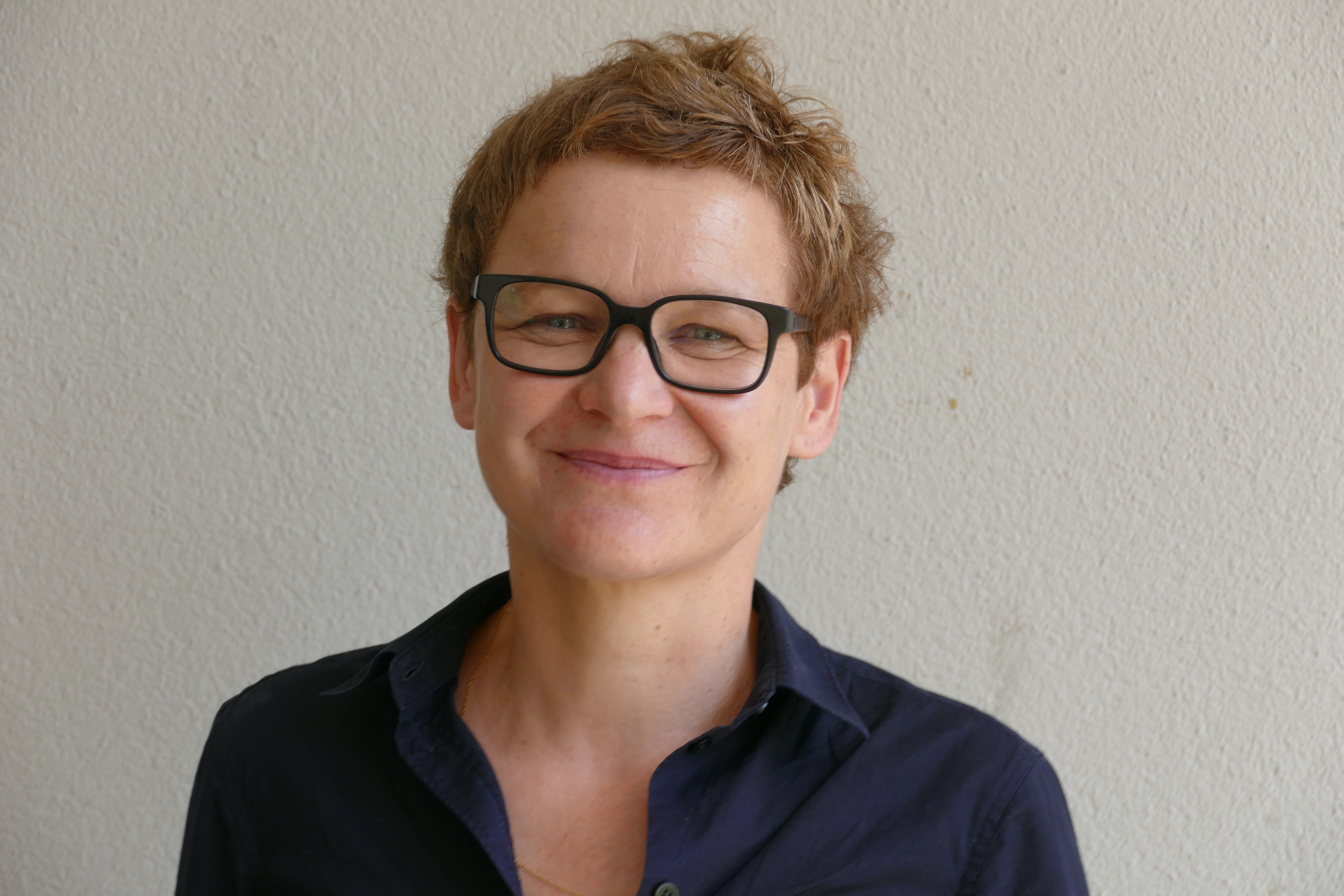
Maxi Obexer, Teilnehmerin beim Ingeborg-Bachmann-Preis 2017, vor dem ORF-Theater.

Maxi Obexer (eigentlich Margareth Obexer; * 1970 in Brixen, Südtirol) ist eine deutsch-italienische Schriftstellerin, Dramatikerin und Dozentin.

## Leben und Werk
Maxi Obexer studierte Vergleichende Literaturwissenschaft, Philosophie und Theaterwissenschaft in Wien und Berlin. Während ihres Studiums entstanden erste Theaterstücke und Hörspiele. Sie erhielt unter anderem Stipendien vom Literarischen Colloquium in Berlin, der Akademie der Künste sowie der Akademie Schloss Solitude in Stuttgart. 
Obexer unterrichtet regelmäßig am Literaturinstitut Leipzig und hielt Gastprofessuren am Dartmouth College, an der Georgetown University, der University of New Mexico und an der Universität der Künste Berlin. 2014 gründete sie gemeinsam mit der Schriftstellerin Sasha Marianna Salzmann das Neue Institut für Dramatisches Schreiben (NIDS) mit dem Ziel „die gesellschaftliche Bedeutung der Dramatischen Künste wieder ins Öffentliche Bewusstsein zu rücken“.
Maxi Obexers schreibt Theaterstücke, Romane, Hörspiele, Erzählungen und Essays. Sie beschäftigt sich besonders mit politischen Fragen, mit der europäischen Idee und dem Themenkomplex Flucht und Migration. Ihr besonderes Engagement gilt der Dramatik und deren politischen Bedeutung.
Von 2007 bis 2015 schrieb Obexer regelmäßig für das Feuilleton der taz. Sie ist Mitglied des PEN International und war vom 16. Mai 2022 bis zu ihrem Rücktritt am 15. Juni 2022 Interims-Co-Präsidentin des PEN-Zentrum Deutschland.

### Theater
Obexer hat über zwanzig Theaterstücke verfasst, die im gesamten deutschsprachigen Theaterraum und in Übersetzung auch in Polen, Ungarn, Frankreich und in den USA aufgeführt wurden.
Mit Die Liebenden, ihrem zweiten Theaterstück, gelang ihr 2000 ein erster Erfolg. Das Stück wurde am Landestheater Tübingen uraufgeführt, an drei Bühnen nachgespielt und vom WDR als Hörspiel produziert. Bei den Österreichische Hörspieltagen wurden Die Liebenden in zwei Kategorien ausgezeichnet. 
Im Stück Das Geisterschiff von 2007 thematisiert Obexer eine Flüchtlingskatastrophe im Mittelmeerraum. Auf Nachtkritik hieß es lobend: „Ein starkes Thema, ein solides, politisches, vielseitiges, teils sehr komisches Stück“. In Lotzer. Eine Revolution von 2009 schreibt Obexer über den Revolutionär und Schriftsteller Sebastian Lotzer und seinen Freiheitskampf 1525 während der Bauernkriege. 
2015 erschien Obexers Hörspiel Illegale Helfer auf Basis von Interviews mit Helfern von illegalen Einwanderern und Flüchtlingen, die sich durch ihr Engagement mitunter straffällig gemacht haben. 2016 wurde das Hörspiel auch als Theaterstück adaptiert und war als szenische Lesungen international zu sehen, etwa in Washington, New York, Paris und Prag. In der Frankfurter Allgemeine Zeitung hieß es, Obexer gelänge mit dem Text „den Blick wieder von den Massen auf die Individuen, von der Menschheit auf den Menschen zu lenken“. Illegale Helfer erhielt 2015 den Eurodramapreis, das Hörspiel wurde mit dem Robert-Geisendörfer-Preis ausgezeichnet. Auch in Gehen und Bleiben beschäftigt sich Obexer wieder mit Migration und Flucht. Das mehrsprachige Stück entstand in Zusammenarbeit mit Geflüchteten und basiert auf deren Erfahrungen. Es wurde mit dem Potsdamer Theaterpreis 2017 ausgezeichnet.
2018 wurde im Nationaltheater Mannheim Wenn wir lieben uraufgeführt, 2020 das gleichnamige Hörspiel im WDR urgesendet, 2019 prämierte das Stück Verlorene Kämpfer. Vom Ende der Roten Armee Fraktion am Staatstheater Wiesbaden über die RAF-Terroristen Wolfgang Grams und Birgit Hogefeld.
Neben ihrer Arbeit fürs Sprechtheater entstanden auch Performances. So erarbeitete sie gemeinsam mit dem Posaunisten Hannes Hölzl die Klanginstallation Defending Europe, die bei der europäischen Kunstausstellung Manifesta07 in Triest gezeigt wurde. Es handelt sich um eine Sammlung von geschönten Briefen, die eine afrikanische Migrantin an ihre Eltern schreibt. Auf Basis dieser Performance entstand Obexers Roman Wenn gefährliche Hunde lachen.
2012 entstand gemeinsam mit der Musikerin Bernadette La Hengst die „Kampfoperette“ Planet der Frauen am Theater Freiburg.

### Romane
2011 erschien Obexers Debütroman Wenn gefährliche Hunde lachen im Folio Verlag. Das Buch erzählt von der zwanzigjährigen Nigerianerin Helen, die versucht nach Europa zu flüchten. Das Buch wurde positiv besprochen, so hieß es bei Radio Bremen, Obexer „gibt mit ihrer Protagonistin Helen unzähligen Flüchtlingsfrauen ein Gesicht“, und die Süddeutsche Zeitung urteilte, der Roman sei „auf unaufdringliche Weise packend“.
Im Verbrecher Verlag erschien 2017 Obexers Roman Europas längster Sommer, mit dem sie im selben Jahr auch beim Bachmannpreis antrat. In dem autobiografischen Text erzählt die Autorin von ihrer Reise von Südtirol nach Berlin, wo sie ihren deutschen Pass abholen will, und sie hinterfragt ihre eigenen Konzepte von Zugehörigkeit und Migration auf. In einer Rezension in der FAZ hieß es, das Buch werfe „grundlegende Fragen zur Krise der europäischen Identität“ auf und sei ein „gelungener, relevanter Text“.
2024 erschien ihr dritter Roman Unter Tieren im Weissbooks Verlag. Das Buch erzählt von einer Frau in ihren Heimatort in Südtirol, die sich mit dem vorherrschenden bäuerlichen System und der ständigen Gewalt gegen Tiere konfrontiert sieht. Der Roman wurde als „neue Tierethik“ bezeichnet und in der Presse vielfach für die Darstellung der Beziehung zwischen Mensch und Tier gewürdigt. So auch im Deutschlandfunk: „Obexer gelingt es, die Tiere als Subjekte auftreten zu lassen. Wir betrachten die Welt durch ihre Augen. In diesem Roman sind die Tiere die Wissenden.“ Auch Obexers Sprache wird als dazu passend dargestellt – ohne Klischees und Phrasen und mit unerhörter Frische beschreibe sie laut Kölnischer Rundschau das Verhalten der Tiere, die taz lobt die Sprache als zugleich rau und lyrisch.
Der Zusammenbruch einer Kleinbäuerin ist der Ausgangspunkt dieses Romans, der die tiefe Zärtlichkeit und Schönheit im gemeinsamen Leben mit Tieren auf sehr eindrückliche Weise schildert, und zugleich den oft gewaltsamen Umgang mit ihnen nicht ausspart. Die Ursachen zeigen sich nicht nur in der bäuerlich-patriarchalen Gesellschaft, sondern auch in einer westlichen Philosophie der Abspaltung von Mensch und Tier, von Verstand und Körper, in der tiefgehenden Abspaltung vom Natürlichen und Lebendigen. „Der intensiven Beziehung zwischen Menschen und Tieren nachzugehen, und den Schmerz der Trennung auf wundersame Weise zu zeigen, das ist wohl eines der verrücktesten literarischen Vorhaben, die man haben kann - eine echte Maxi Obexer“, so schreibt Kathrin Röggla. Die Presse äußert sich begeistert: „Gleich in den ersten Sätzen des Textes spürt man das Gelingen des Vorhabens. So hat noch nie jemand über Tiere geschrieben“, konstatiert die Kölnische Rundschau. Ohne Klischees und Phrasen, mit unerhörter Frische beschreibe die Autorin das Verhalten der Tiere. 
Nahezu hymnisch bespricht Claudia Kramatschek im Deutschlandfunk den Roman: „Obexer gelingt es, die Tiere als Subjekte auftreten zu lassen. Wir betrachten die Welt durch ihre Augen. In diesem Roman sind die Tiere die Wissenden. (...) Ohne die Tiere sind wir verloren: ohne Trost, ohne Liebe. Diese Liebe durchmisst ‚Unter Tieren‘ auf engstem Raum, mit großer Tiefe und eindringlicher Zärtlichkeit.“
Im Literaturhaus Wien, wo Unter Tieren das Buch des Monats im Mai 2024 war, schreibt Karin Wozonig: „Die Schilderungen von Almen und Berggraten, Felsen und Bäumen, das Auf- und Absteigen der Heldin und ihrer tierischen Begleitung, der Wechsel des Lichts, die Gefahren, die der steinige Untergrund birgt, das alles stellt uns die Autorin mit Liebe zum Detail in konturierten Miniaturen vor Augen – es ist gekonntes nature writing. (…).“.

## Auszeichnungen
- 2016 Eurodrampreis für Illegale Helfer
- 2016 Robert-Geisendörfer-Preis für Illegale Helfer[22]
- 2017 Potsdamer Theaterpreis für Gehen und Bleiben[23]
- 2017 Nominierung für den Ingeborg-Bachmann-Preis für Europas längster Sommer[24]
- 2017 Potsdamer Theaterpreis für Gehen und Bleiben[25]
- 2023 Alice Salomon Poetik  Preis[26]
- 2024 Hörspiel des Jahres für Im Auge des Sturms – Das Kapitol am 6. Januar 2021

## Prosa
- Das Herz eines Bastards. Erzählungen. Athesia 2002.
- Wenn gefährliche Hunde lachen. Roman. Folio Verlag, Bozen, 2011, ISBN 978-3852565552.
- Europas längster Sommer. Roman. Verbrecher Verlag, Mehringhof, 2017, ISBN 978-3957322715.
- Unter Tieren. Roman. Weissbooks Verlag, Frankfurt am Main, 2024, ISBN 978-3863372118.

## Theatertexte (Auswahl)
- Gelbsucht, UA: Berlin 2001
- Von Kopf bis Fuß, Theaterstück, UA: Osnabrück 2004
- Die Liebenden, Theaterstück, UA: Tübingen/Stuttgart 2004
- Der Zwilling, Theaterstück, UA: Dresden 2006
- Das Geisterschiff, Theaterstück und Hörspiel, UA; Jena 2007
- Gletscher, Theaterstück, UA: Stuttgart 2008
- Lotzer. Eine Revolution, Theaterstück, UA: Memmingen 2009
- Planet der Frauen, Kampfoperette, UA: Freiburg 2012
- Illegale Helfer, Theaterstück und Hörspiel, UA: Potsdam 2016
- Gehen und Bleiben, Theaterstück, UA: Potsdam 2017
- Wenn wir lieben, Theaterstück und Hörspiel, UA: Mannheim 2018
- Verlorene Kämpfer. Vom Ende der RAF, Theaterstück, UA: Wiesbaden 2019

## Hörspiele
- 1999 Die Liebenden, Regie: Claudia Johanna Leist (WDR)
- 2005 Hidden See, Regie: die Autorin (WDR)
- 2006 Das Geisterschiff, Regie: Martin Zylka (WDR)
- 2006 Liberté toujours, Regie: Anouschka Trocker (Autorenproduktion)
- 2008 F.O.B. – Free on Board, Regie: Anouschka Trocker (Autorenproduktion)
- 2011 Gletscher, Regie: Barbara Plensat (Autorenproduktion), 2011 mit dem Hörspielpreis Slabbèsz ausgezeichnet.
- 2018 Europas längster Sommer, Regie: Gerrit Booms (WDR)
- 2023 Mit Tieren gehen, Regie: Gerrit Booms (WDR)[27]
- 2024 Im Auge des Sturms – Das Kapitol am 6. Januar 2021, Regie: Gerrit Booms (WDR)